# Triaenodes zetes
Triaenodes zetes là một loài Trichoptera trong họ Leptoceridae. Chúng phân bố ở miền Australasia.